# Simon Henrik von Donop
Simon Henrik von Donop (død 24. oktober 1727 i Slagelse) var en dansk officer, godsejer og amtmand.
Han var søn af Anton Gabriel von Donop til Alten-Donop, hessisk hofmarskal, og dennes 2. hustru, Elisabeth Bock von Wülfingen. Han trådte som ung i dansk tjeneste og var ved slutningen af den Skånske Krig løjtnant ved 3. sjællandske nationale rytterregiment, hvor han med få års afbrydelse stod indtil dets opløsning 1721; kun i årene 1684-89 tjente han ved 1. sjællandske regiment. 1684 blev han ritmester, 1692 major, 1702 oberstløjtnant, 1709 karakteriseret oberst, 1710, straks efter slaget ved Helsingborg, regimentschef. Med ære førte han regimentet under de følgende års felttog i Nordtyskland. 1711 blev han brigader og deltog i blokaden af Wismar samt i den sejrrige kamp uden for denne fæstning 5. december; 1712 var han med ved erobringen af Stade og ved Gadebusch, hvor hans regiment var et af de hårdest medtagne. Efter Magnus Stenbocks overgivelse 1713 blev det sat til at bevogte den på Als internerede del af de svenske fanger. 1715 stod han atter foran Wismar og ligeså 1716, da han efter endt felttog forfremmedes til generalmajor. Han stod nu på Sjælland indtil fredsslutningen, hvornæst, som anført, regimentet blev opløst. Donop blev 1723 beskikket til amtmand over Antvorskov og Korsør Amter og døde i Slagelse 24. oktober 1727.
Gift 27. februar 1692 med Maria Josepha von Massenbach, datter af generalmajor Philip Adam von Massenbach til Hellestrup og Elisa Anna von Hardenberg. Også Donop ejede en tid lang Hellestrup.
| Efterfulgte: ? | Amtmand over Antvorskov Amt 1723 - 1727 | Efterfulgtes af: ? |
| Efterfulgte: ? | Amtmand over Korsør Amt 1723 - 1727     | Efterfulgtes af: ? |